# FA 베이스
FA 베이스(영어: FA Vase)는 잉글랜드 축구 리그 시스템에서 매년 9부, 10부 리그에 해당되는 클럽 팀들이 참가하는 축구 컵 대회이다.
현재 이 대회의 타이틀 스폰서는 일본의 자동차 제조사인 이스즈 자동차가 맡고 있다.
2018-19 시즌에는 총 638개의 팀이 참가하였다. 2018-19 시즌 결승전은 2019년 5월 19일에 웸블리 스타디움에서 열렸다. 42000여명의 관중이 입장한 가운데 열린 이 경기에서는 처트시 타운이 크레이 밸리 페이퍼 밀스를 연장전 끝에 3-1로 누르고 우승을 차지하였다.
2019-20 시즌은 영국의 코로나19 범유행으로 2020년 3월 7일에 치러진 8강전을 마지막으로 대회 운영이 중지되었다가 9월 5일에 준결승전이 다시 재개되었으나 기존의 홈&어웨이 방식에서 단판 승부로 결승 진출팀을 가렸으며 결승전은 다시 무기한 연기되었다. 이후 결승전이 2021년 5월 3일로 확정되었고, 웸블리 스타디움에서 콘세트와 헤번 타운이 결승전을 치렀다.